# Бордо ан Гатине
Бордо ан Гатине (фр. Bordeaux-en-Gâtinais) насеље је и општина у централној Француској у региону Центар (регион), у департману Лоаре која припада префектури Питивје.
По подацима из 2011. године у општини је живело 117 становника, а густина насељености је износила 12,37 становника/km². Општина се простире на површини од 9,46 km². Налази се на средњој надморској висини од 88 метара (максималној 96 m, а минималној 79 m).

## Демографија
| 1962. | 1968. | 1975. | 1982. | 1990. | 1999. | 2011. |
| ----- | ----- | ----- | ----- | ----- | ----- | ----- |
| 172   | 159   | 147   | 116   | 121   | 122   | 117   |

График промене броја становника у току последњих година